# 新疆生产建设兵团第一师十二团
新疆生产建设兵团第一师十二团是中华人民共和国新疆生产建设兵团第一师下辖的一个团，与新疆维吾尔自治区阿拉尔市塔南镇实行“团镇合一”的管理体制。

## 行政区划
新疆生产建设兵团第一师十二团下辖以下单位：
文明路社区、青年路社区、台州新村社区、一连生活区、二连生活区、三连生活区、四连生活区、五连生活区、六连生活区、七连生活区、八连生活区、九连生活区、十连生活区、十一连生活区、十二连生活区、十四连生活区、十五连生活区、二十一连生活区、二十二连生活区、二十三连生活区、二十四连生活区、二十六连生活区、二十八连生活区、二十九连生活区。